# نهال نبيل
نهال نبيل، مطربة مصرية وأخت الفنان الموزع خالد نبيل.

## بدايتها
كانت بدايتها الفنية بين عامي 2003 و2004 حيث اشتركت بقسم الطرب في برنامج «ستوديو الفن» وفازت بالميدالية الفضية، ثم بعد ذلك اشتركت بحفلات ليالى التليفزيون بجانب مجموعة من كبار المطربين مثل أنغام وحمادة هلال.
أزدادت شهرة نهال بعدما قدمها سيد حجاب للملحن ياسر عبد الرحمن لتغني تتر مسلسل سارة عام 2005 (كان ياما كان- بنحبك يا دنيا بجد) من كلمات الشاعر خميس عزالعرب ومن ألحان ياسر عبد الرحمن، وقد كان لهذا التتر صدى كبير عند الجمهور بشكل عام ومن ذلك الحين بدأت شهرتها.

## ظهورها
ظهرت نهال نبيل في ألول ألبوم بأغنيتين في ألبوم دلتاهيتس هما: بشوف بعينى من كلمات محمد عاطف وألحان هانيل نبيل، وأغنية بعيش أوقات من كلمات خالد تاج الدين وألحان عمرو مصطفى، والأغنيتان من توزيع خالد نبيل، كما غنت أغنية هو يا ترى من كلمات أيمن بهجت قمر وألحان هانيل نبيل وقد كانت بمناسبة عيد الحب.
في عام 2005 قدمت أولى أغنية لها سينيمائيا، حيث قامت بغناء آه منها الأيام لفيلم بالعربى سندريلا ومن كلمات أيمن بهجت قمر وألحان محمد يحيى، ثم بعد ذلك قدمت تتر مسلسل أحزان مريم للممثلة المعروفة ميرفت أمين والأغنية من كلمات طاهر البرينهالى وألحان هانى مهنى وتوزيع إبراهيم راديو، كما قدمت نهال 5 أغنيات بفيلم صياد اليمام الذي من بطولة أشرف عبد الباقي وأغاني الفيلم هي: فاس زمرد- قمر الليالى- طير يا طاير- ياماحمامى-مرت الايام ، هذا وبالإضافة إلى ذلك فقد غنت تتر كارتون بطل سينا وفاز التتر بجائزتين ذهبيتين بمهرجاني تونس والبحرين.

## أشهر الأغاني
- هنبدأ حياه
- كان واحشنى
- لو بيحبك هيرجع
- باركولى عليه
- لو حبيت ترجعلى
- هو ياترى
- كان ياما كان
- سايبني لمين
- احلى غرام
- وبحبك يادنيا
- ومرت الأيام
- شفتك بعيني
- علم جرحى
- فص صغير
- أمي
- لولاك
- كل العرب
- مية زمزم
- كلنا بنغني لمصر
- تفاصيل حياتي
- اكدب عليك
- عيون القلب
- اه منها الايام
- اناعاشق
- بنحبك يادنيا
- ياما حمامي
- موعود
- لولاك